# Day & Age
Day & Age är den amerikanska rockgruppen The Killers fjärde album. Det släpptes den 24 november 2008 i USA, Storbritannien och Kanada.
Den första singeln, "Human", från albumet släpptes för radiostationer den 22 september 2008 och blev möjlig att köpa den 30 september 2008. Den 4 oktober 2008 släpptes den andra singeln, "Spaceman", under visningen av TV-programmet Saturday Night Live. Den blev möjlig att köpa den 4 november 2008.
Albumet gavs ut i vinylversion i USA den 18 november 2008 och inkluderade då en fri nerladdning av albumet i digital form från skivbolagets, Island Records, hemsida.
Albumet blev direkt nummer 1 på Storbritanniens albumlista med över 200 000 sålda kopior under första veckan (30 november – 7 december 2008).

## Låtlista
Samtliga låtar skrivna av The Killers.
1. "Losing Touch" – 4:15
2. "Human" – 4:09
3. "Spaceman" – 4:44
4. "Joy Ride" – 3:33
5. "A Dustland Fairytale" – 3:45
6. "This Is Your Life" – 3:41
7. "I Can't Stay" – 3:06
8. "Neon Tiger" – 3:05
9. "The World We Live In" – 4:40
10. "Goodnight, Travel Well" – 6:51

CD bonuslåtar (Storbritannien och Australien)
1. "A Crippling Blow" – 3:36

iTunes bonuslåtar (USA och Kanada)
1. "Forget About What I Said" – 2:57
2. "Tidal Wave" - 4:13
3. "Human" (Thin White Duke Remix)

iTunes bonuslåtar (Storbritannien, Japan och Australien)
1. "A Crippling Blow" – 3:37
2. "Forget About What I Said" – 2:57